# Gabriel Knight: Sins of the Fathers
Gabriel Knight: Sins of the Fathers es un juego de aventura point-and-click de 1993 desarrollado y distribuido por Sierra On-Line para MS-DOS, Macintosh y Windows, y lanzado el 17 de diciembre de 1993. La versión de CD-ROM cuenta con los talentos de voz de Tim Curry, Mark Hamill, Michael Dorn, Efrem Zimbalist Jr. y Leah Remini. La historia del juego se centra en Gabriel Knight, un novelista con problemas y dueño de una tienda de libros raros en Nueva Orleans, quien ha optado por investigar una reciente serie de asesinatos en la ciudad que tienen una conexión con el vudú. Durante la historia, se revela lentamente que él es un descendiente de una familia alemana que lucha contra personas con poderes sobrenaturales, y descubre una conexión entre los asesinatos y el pasado de su familia.
La producción del juego estuvo a cargo de Jane Jensen, con ayuda de la diseñadora de juegos veterana Roberta Williams. Los críticos le dieron buenas reseñas a Gabriel Knight, elogiando el elenco de voces y la historia. Aunque el juego no haya sido un éxito comercial, fue el inicio de una serie, con una secuela titulada The Beast Within: A Gabriel Knight Mystery, lanzada en 1995.
Un remake del juego para celebrar su 20.° aniversario, titulado Gabriel Knight: Sins of the Fathers 20th Anniversary Edition, fue lanzado el 15 de octubre de 2014 para Windows, Mac, iPad y Android. El remake contaba con gráficos y música remasterizados, un nuevo elenco de voces, y cambios menores en el orden de eventos.

## Jugabilidad
Sins of the Fathers es un juego de aventuras point-and-click que se juega en tercera persona. Aunque la historia se desarrolle por medio de una secuencia lineal de capítulos—cada uno cubriendo un día, con una cantidad fija de acciones requeridas para progresar—la jugabilidad es en gran parte no lineal, y cuenta con acciones opcionales adicionales que proporcionarán más información al trasfondo de la historia. En sintonía con los juegos de Sierra de la época, habrá un contador de puntaje para controlar las acciones que hayan completado los jugadores, tanto las obligatorias como las opcionales (como hablar de un tema crucial con un personaje). Esto también incluye las ubicaciones que deben ser visitadas, las cuales contienen las acciones clave requeridas para completar un capítulo. En algunos capítulos, el jugador deberá completar una acción para evitar un game over—como en los juegos de Sierra de aquel entonces, no superar una situación peligrosa terminará el juego, obligando a los jugadores a reintentar, reiniciar o cargar una partida guardada.
A diferencia de los juegos de aventuras gráficas más modernos que utilizan cursores sensibles al contexto, que proporcionan la acción apropiada cuando se interactúa con los objetos o las personas, el juego ofrece cursores para las acciones específicas de caminar, mirar, preguntar, hablar, recoger, abrir/cerrar, operar y mover. Los ítems que pueden ser recolectados se guardarán en un inventario donde podrán ser examinados, combinados con otros ítems, entre otras interacciones. Y lo que es más importante, los ítems podrán pasar a ser íconos activos en la barra del juego, funcionando de la misma manera que los íconos de acción, permitiéndoles ser usados con objetos interactivos en el mundo del juego.
Las conversaciones con las personas pueden variar dependiendo de la acción utilizada: la opción de hablar funciona como una interacción corta y general con la mayoría de los personajes, mientras que la opción de preguntar funciona con personajes principales específicos, a quienes los jugadores pueden preguntarles acerca de varios temas. Los temas se encuentran divididos en globales, que pueden ser preguntados a cualquier personaje, y específicos, que funcionan con personajes relevantes. Cualquier conversación puede ser reproducida utilizando el ícono de la grabadora en la barra de juego, permitiendo a los jugadores reexaminar conversaciones para buscar información que se hayan olvidado. Otras funciones de la barra del juego incluyen la configuración de los controles y la ayuda, que proporciona información de las demás funciones. Para visitar otras ubicaciones al salir de la actual, aparecerá un mapa visto desde arriba en la mayoría de los capítulos, con íconos representando las ubicaciones que puedan ser visitadas. También se proporciona un sistema de pistas para ayudar a los jugadores a saber a dónde ir.

## Historia

### Escenario
Sins of the Fathers transcurre en un mundo donde las fuerzas sobrenaturales, tanto buenas como malas, han existido a lo largo de la historia de la humanidad, donde cualquiera que se volviese una amenaza a la humanidad sería combatida por un grupo de personas especializadas. La trama involucra a la mitología, la historia y el trasfondo del vudú—tanto la versión americanizada encontrada en Luisiana como la africana—mezclando elementos reales con una versión ficticia que es crucial a la trama del juego. Las ubicaciones incluyen la ciudad real de Nueva Orleans, Estados Unidos, el pueblo ficticio de Rittersberg, Alemania, y un túmulo funerario ficticio en Benín.
Gabriel Knight, un novelista con problemas y dueño de una tienda de libros en el Barrio Francés de Nueva Orleans, busca material para una nueva novela investigando una serie de asesinatos en la ciudad, conocidos como los «asesinatos vudú», con ayuda de su asistente Grace Nakimura y su amigo de la infancia Frank Mosely, un detective de policía que también investiga los asesinatos. En la escena de un crimen reciente, Gabriel conoce a Malia Gedde, una socialite que pasaba por allí, y se enamora de ella, hasta el punto de utilizar el engaño para encontrarse con ella durante el transcurso de sus investigaciones. Su trabajo lo lleva rápidamente a entender más de las prácticas del vudú de Luisiana por medio de una reunión con dos expertos de la materia: Dr. John, un curador del museo del vudú, y el Profesor Hartridge, un investigador de las prácticas vudú. Sus investigaciones determinan que la hipótesis de la policía de que los asesinatos fueron cometidos por mafias está equivocada, y que el asesino es alguien que realmente practica el vudú.
Al mismo tiempo, Gabriel visita a su abuela para hablar con ella acerca del pasado de su familia. Se entera de que su abuelo, Harrison Knight, fue un inmigrante alemán nacido como Heinz Ritter, quien sintió que su familia estaba loca por las cosas que decían hacer, y decidió abandonarlos para criar a su hijo Phillip, el padre de Gabriel, en una vida normal. Harrison murió cuando Phillip tenía ocho, poco después de ver a su hijo desarrollar una obsesión extraña por dibujar y pintar imágenes oscuras, dejándolo a él y a su madre con deudas. Phillip finalmente se casó con la adinerada Margaret Templeton, quien pagó la mayoría de sus deudas y dio a luz a Gabriel. Sin embargo, ambos padres murieron cuando Gabriel tenía ocho, dejándolo al cuidado de su abuela, mientras que Margaret le dejó un fideicomiso que utilizaría para abrir su tienda. Poco después de enterarse de esto, Gabriel es contactado por su tío abuelo Wolfgang Ritter, quien invita a Gabriel a Alemania para aprender de su herencia en Schloss Ritter, su castillo ancestral en Rittersberg, Alemania.
Gabriel rechaza la invitación pero acuerda aceptar un diario familiar de Wolfgang relacionado con un ancestro de él llamado Gunter Ritter. Una nota del diario le llama la atención, detallando un caso en el cual Gunter luchó contra una practicante de vudú llamada Tetelo, a quien quemaron por haber cometido varios crímenes. Esto hace que Gabriel se pregunte si tiene que ver con la pesadilla recurrente que aparenta tener elementos similares. Sus sospechas de un asesinato vudú en Nueva Orleans son elevadas cuando un sospechoso interrogado por Mosely es posteriormente asesinado frente a Gabriel, mientras que Hartridge es encontrado muerto tras inspeccionar un instrumento de vudú que Gabriel había copiado de una escena del crimen. Luego de que una pitón en el museo del Dr. John lo atacase, Gabriel le muestra su evidencia a Mosely, incluyendo un artículo de periódico de 1810 que describía un asesinato similar, y escamas de serpiente que conecta al Dr. John con los crímenes.
Cuando Mosely desaparece poco después, Gabriel decide infiltrarse en un cártel de vudú que posee conexiones con el Dr. John, tras enterarse de su próxima reunión. Durante una ceremonia, se entera de que Malia es la líder del cártel, pero que se encuentra poseída por un espíritu Loa que alguna vez fue Tetelo, quien reconoce a Gabriel como un descendiente de Gunter y lo proclama «cazador de brujas». Evitando la muerte por poco, Gabriel es rescatado por Grace y puesto a salvo. Queriendo entender más acerca de Tetelo, Gabriel decide encontrarse con Wolfgang, y viaja al hogar ancestral de su familia en Rittersberg, Alemania. Una vez allí, Gabriel se entera de que el trabajo de los Ritters como ''Schattenjägers''—cazadores sombríos en alemán—consiste en luchar contra aquellos que amenacen a los demás por medios sobrenaturales, y que los seres sobrenaturales como los vampiros, las brujas y los demonios existen. Tras enterarse por el asistente de su tío, Gerde, de que Wolfgang se marchó para encontrar una reliquia familiar que Tetelo le robó a Gunter, Gabriel decide pasar por el ritual de iniciación para convertirse en Schattenjäger.
Luego de completar exitosamente el ritual, Gabriel obtiene acceso a una biblioteca oculta, donde se entera de que la reliquia que robó Tetelo es un talismán con un poder inmenso, que se encuentra junto a sus restos en un montículo en Benín. Él viaja inmediatamente después que Wolfgang, y lo encuentra herido dentro del montículo custodiado por zombis. Descubren que el talismán se encuentra sellado en una mesa de sacrificios. Wolfgang, creyendo que Gabriel es el único capaz de detener a Tetelo, se sacrifica para permitir que su sobrino acceda al talismán. Luego de escapar del montículo, Gabriel jura vengarse de Tetelo. Tras su regreso a Nueva Orleans, encuentra a una ciudad luchando contra tormentas temibles, delincuencia en alza, envenenamiento de alimentos y muertes.
Una carta de Malia encontrada en su tienda de libros revela que Tetelo tiene el control total de su cuerpo, y le ruega a Gabriel que abandone la ciudad para su seguridad, revelando que Grace ha sido capturada por el cártel. Mosely aparece poco después, quien ha estado escondido luego de sospechar de que el cártel tiene el control de la policía y el gobierno local. El par decide rescatar a Grace y acabar con el cártel encontrando evidencia para enviarla al FBI. Tras encontrar la guarida del cártel—un templo vudú escondido—Gabriel encuentra a Grace y le pide a Mosely que la ponga a salvo, mientras que él persigue a Malia. Al enfrentarse a ella, utiliza sus nuevos poderes para derribar un ídolo de piedra que le otorgaba poder al cártel, matando al Dr. John, y dejando a Malia, poseída por Tetelo, aferrándose al borde de una fisura en el suelo.
A partir de este punto, la historia ofrece dos finales. Si Gabriel elige cumplir con su deber, Malia escuchará la advertencia de Tetelo de que la matará, y hará que ambos caigan a la fisura y mueran, mientras que Mosely reflexiona sobre el heroísmo de Gabriel, más allá de que Grace se pregunte si el mundo estaría a salvo sin Schattenjägers. Si Gabriel elige ser piadoso con Malia (lo cual es considerado canon en la serie), Malia entiende que la advertencia de Tetelo era falsa y que el espíritu Loa es una amenaza para el mundo, por lo que decide dejarse caer para acabar con dicho espíritu. Con el cártel destruido, Gabriel reflexiona sobre su nuevo estatus como Schattenjäger, mientras que Grace se pregunta si debería posponer su regreso a los estudios para ayudarlo a luchar contra el mal, viendo lentamente que ambos tienen un nuevo comienzo en la vida.

## Desarrollo
| Producción de voces  | Producción de voces |
| Director de voz      | Director de voz |
| -------------------- | --- |
| Stuart M. Rosen      | |
| Productor asociado   | |
| Jon E. Grayson       | |
| Performer            | Roles |
| Tim Curry            | Gabriel Knight, Gedde Butler |
| Mark Hamill          | Detective Mosely, Jeep Driver |
| Michael Dorn         | Dr. John |
| Leah Remini          | Grace Nakimura |
| Efrem Zimbalist, Jr. | Wolfgang |
| Rocky Carroll        | Willy Walker |
| Virginia Capers      | Narradora |
| Jeff Bennett         | Sam, artista técnico, oficial en uniforme, Lucky Dog Vendor, policía en motocicleta, Bruno                                         |
| Mary Kay Bergman     | Gerde, chico pequeño, señora mayor                                                                                                 |
| Jim Cummings         | Desk Sergeant Frick, líder de la banda de blues, líder de banda de cajún, líder de banda de jazz, peatón musculoso, dragón, Gunter |
| Linda Gary           | Abuela Knight, Tetelo |
| Leilani Jones        | Malia Gedde |
| Nancy Lenehan        | Magentia Moonbeam |
| Chris Lytton         | Crash |
| Monte Markham        | Profesor Hartridge, Bartender Stonewall King, Marcus                                                                               |
| Stuart M. Rosen      | Cura, hombre del teléfono #5, vendedor de buñelos                                                                                  |
| Susan Silo           | Madame Cazaunoux |
| Dorian Harewood      | Vigía Toussaint Gervais |

El juego fue creado y dirigido por la escritora Jane Jensen, quien también ha trabajado en King's Quest VI: Heir Today, Gone Tomorrow. Ella desarrolló el producto con la diseñadora de juegos veterana Roberta Williams. El esposo de Jensen, Robert Holmes, fue el productor y compuso la música.
Los programadores de Gabriel Knight: Sins of the Father fueron Bob Andrews, Tom DeSalvo, Jerry Shaw, Sean Mooney y Greg Tomko-Pavia. El diseñador gráfico fue Nathan Gams. Entre los artistas se encuentran Michael Hutchison, Chris Willis, Darlou Gams, Deanna Vhalkee y John Schroades. Los ingenieros de audio fueron Kelli y Rick Spurgeon. Stuart M. Rosen trabajó como director de voces.
El argumento y la atmósfera de Gabriel Knight: Sins of the Fathers se inspiró en la película Angel Heart. La diseñadora del juego/directora Jane Jensen dijo que se le otorgó una mayor libertad para crear el concepto del juego: «Una de las mejores cosas de Sierra fue que Ken Williams realmente creía en la visión artística. Si te daba la oportunidad de hacer un juego, esa era tu responsabilidad. Nadie te diría qué hacer. Si no vendía, no te permitiría hacer otro juego con él, pero te dejaría tener esa libertad».
Durante el desarrollo, el motor de juego SCI de Sierra fue mejorado al «SCI 32», y el equipo tuvo problemas para adaptar a Gabriel Knight al nuevo motor. Debido a esto, Jensen escribió más tarde que «lucharon contra los bugs y el caos durante seis meses. A pesar de esto, cumplimos con la fecha de Navidad—hizo de lo que había sido un proyecto fluido un oso».

## Lanzamiento
Gabriel Knight: Sins of the Fathers fue lanzado primero en Norteamérica por Sierra On-Line tanto como un CD-ROM como un conjunto de once disquetes de 3,5 pulgadas el 17 de diciembre de 1993. El cómic precuela incluido en la versión física del juego fue lanzado posteriormente en la página de Sierra Studios. La versión de CD-ROM, además de actuación de voz, también incluía secuencias de video que, en la versión de disquetes, se incluyó como una secuencia de imágenes estáticas. El juego ha sido relanzado tanto individualmente como Gabriel Knight Mysteries: Limited Edition, como en una compilación con la primera secuela, The Beast Within: A Gabriel Knight Mystery.
Lanzamientos:
MAC – Gabriel Knight: Sins of the Fathers (US) – 1994 
PC – Gabriel Knight: Sins of our Fathers (US) – 1993 
PC – Best of Sierra No. 1 (UK) – 1997 
PC – Gabriel Knight Mysteries: Limited Edition (US) – 1998 
PC – Gabriel Knight: Sins of the Fathers (Good Old Games) (US) – 2010

### Adaptación a novela
En 1997, Sins of the Fathers fue adaptado a una novela por Jane Jensen. La novela es una adaptación directa de los eventos en el juego, un abordaje que Jane Jensen decidió, en retrospectiva, que no fue la manera más exitosa de introducir a Gabriel Knight a una audiencia literaria. Para la adaptación a novela del segundo juego, ella «desechó la idea del juego y empezó nuevamente de cero». Ambos libros han dejado de ser impresos desde 2010. Como parte de su campaña de Kickstarter de 2012 para financiar un nuevo juego de aventuras, Jensen ofreció ambas novelas de Gabriel Knight como ebooks a los patrocinadores que donaran $50 o más.

## Recepción
Gabriel Knight no fue un éxito comercial mayor. De acuerdo con Todd Vaughn de PC Gamer US, «la esperanza de Jensen de un éxito a la altura de King Quest se queda un poco corta». El juego y su secuela, The Beast Within: A Gabriel Knight Mystery, vendieron un total de 300.000 copias para diciembre de 1998.
Durante una vista previa del juego en noviembre de 1993, Johnny L. Wilson de Computer Gaming World señaló que la secuencia de apertura «fue la primera vez que realmente sentí miedo al ver un juego de computadora». Él escribió que «Gabriel Knight es una mezcla excepcional de arte, juego y entendimiento. Es para audiencias maduras por las razones correctas». En marzo de 1994, Charles Ardai dijo que Gabriel Knight justificaba ser llamado una película interactiva, con «audio y video que superan a cualquier caricatura, y una historia que podría asustar a Stephen King... uno de los raros títulos que cumple con la promesa de la etiqueta sobrevalorada que es "multimedia"». Elogió a los actores de voz «excepcionales», pero observó que los grandes árboles de conversación redujeron el horror y la tensión. A Ardai le gustó cómo «Gabriel Knight mete al jugador de manera convincente al mundo del satanismo y los sacrificios, de la sórdida y lasciva Nueva Orleans», prediciendo que «Gabriel tiene los ingredientes de un personaje de una serie de primera categoría, aunque uno perturbador y con problemas». Él concluyó que el juego «es verdaderamente un disparate de tonterías», pero «entretenimiento de primera clase de Hollywood». En abril de 1994, la revista dijo que la versión de CD—«la única que se debe tener»—fue «desafiante y que invita a la reflexión, una experiencia que no debe perderse, para aquellos que sean lo suficientemente maduros para soportarla». Power Unlimited le dio al juego un puntaje de 79%, comentando que: «Mientras más te adentras a Nueva Orleans, la ciudad del vudú, más emocionante se vuelve. Aunque haya muchos clics y la música sea muy decepcionante, el juego aún resulta muy absorbente».
En junio de 1994, Gabriel Knight y Day of the Tentacle ganaron el premio al juego de aventuras del año de Computer Gaming World. Los editores escribieron que el primero «introdujo elementos de novelas gráficas... secuencias de pesadillas y una oscura historia humana que se lee y juega extremadamente bien». Virginia Capers ganó el premio a la mejor actuación de voz femenina. Los editores habían esperado darle el premio a alguien que interpretase a un personaje específico, pero quedaron «totalmente abrumados» por Capers como la narradora, señalando que «su actuación de por sí hace que valga la pena comprar la versión de CD». En 1996, la revista clasificó a un zombi arrancándole el corazón al jugador en el 7.° puesto en su lista de «las 15 mejores maneras de morir en los juegos de computadora».
En 2011, Adventure Gamers nombró a Gabriel Knight como el 16.° mejor juego de aventuras jamás lanzado.

## Edición del 20.° aniversario
Gabriel Knight: Sins of the Fathers 20th Anniversary Edition fue hecho para PC y Mac. Fue desarrollado por el nuevo estudio de Jane Jensen, Pinkerton Road Studios, y lanzado por Phoenix Online Studios el 15 de octubre de 2014. La reimaginación incluye gráficos mejorados, una banda sonora remasterizada, y nuevos puzles y jugabilidad. Una versión del juego para Android y iOS fue lanzada el 23 de julio de 2015. Se dijo que una versión de Linux sería lanzada en la época en la que se anunció el juego, pero dicha declaración fue retractada.
La banda sonora en MP3 fue desbloqueada para todos los compradores el 13 de diciembre de 2013.

### Desarrollo
El desarrollo fue anunciado cuando Jane Jensen solicitó una campaña de Kickstarter para financiar el desarrollo para 3 juegos. La página de Kickstarter incluía un nivel de donación de $16 llamado «juego misterioso X», incluido en todos los niveles superiores. La campaña de financiamiento nunca alcanzó los $600.000 necesarios para justificar el desarrollo del juego misterioso X, por lo que el juego fue desarrollado sin una campaña de financiamiento.

### Adaptaciones
La creadora de la serie, Jane Jensen, creó un cómic de 3 partes basado en la edición del 20.° aniversario, que toma lugar seis meses después de su última búsqueda, «The Temptation». El capítulo 1 fue lanzado el 17 de diciembre de 2014. El capítulo 2 fue lanzado posteriormente junto al primero en un mismo archivo. El tercer capítulo fue lanzado junto a los dos anteriores en un mismo archivo.

### Elenco de voces del 20.° aniversario
- Jason Victor - Gabriel Knight
- Cissy Jones - Grace Nakimura, Madame Lorelei
- Ned Clarke - Detective Mosely
- Amy Ingersol - Malia Gedde, Tetelo
- Amy Kelly - Narradora
- Dave Fennoy - Dr. John, el dragón
- Jeanie Kelsey - Abuela Knight
- Terry McGovern - Wolfgang Ritter
- Mark Barbolak - Profesor Hartridge
- Alexandra Matthew - Gerde, oficial Franks
- Ruby Butterfield - Gunter Ritter
- Leah Russo - Magentia Moonbeam
- Adam Harrington - sargento de guardia Frick, Willy Walker, Markus, Bruno
- Kid Beyond - bartender, vigía
- Brian Vickers - Sam

### Edición del 20.° aniversario
- Página de Phoenix Online Studios LLC (Mac OS X/Windows)
- Página de iOS
- Página de Android

- Datos: Q644433